# Хайнрих III (Ройс-Унтерграйц)
Хайнрих III Ройс-Унтерграйц (на немски: Heinrich III Graf Reuß zu Untergreiz; * 26 януари 1701 в Долния дворец (Унтерграйц) в Грайц; † 17 март 1768 също там) от фамилията Ройс е управляващ граф и господар на Унтерграйц (1733 – 1768) в Тюрингия, 1748 г. сеньор на цялата фамилия Ройс.

## Биография
Той е най-големият син на Хайнрих XIII Ройс-Унтерграйц (1672 – 1733) и съпругата му графиня София Елизабет фон Щолберг-Илзенбург (1676 – 1729), дъщеря на граф Ернст фон Щолберг-Илзенбург (1650 – 1710) и графиня София Доротея фон Шварцбург-Арнщат (1647 – 1708). Внук е на граф Хайнрих IV Ройс-Унтерграйц (1638 – 1675) и фрайин Анна Доротея фон Рупа от Моравия (1651 – 1698). От 26 август 1673 г. дядо му е граф на Ройс-Унтерграйц.
Братята му са неженените графове полковник Хайнрих IV Ройс-Унтерграйц (1702 – 1738), Хайнрих V Ройс-Унтерграйц (1704 – 1736) и Хайнрих VI Ройс-Унтерграйц (1708 – 1763). Сестра му Кристиана Доротея Ройс-Унтерграйц (1699 – 1752) е омъжена на 14 ноември 1723 г. в Бургк за граф Конрад Ернст фон Хохберг, фрайхер фон Фюрстенщайн (1682 – 1742). Сестра му Ернестина Емилия Ройс (1705 – 1728) е омъжена на 14 ноември 1724 г. в Грайц за граф Хайнрих Август фон Щолберг-Шварца (1697 – 1748). Сестра му София Хенриета Ройс-Унтерграйц (1711 – 1777) е омъжена на 22 октомври 1733 г. в Грайц за княз Лудвиг Гюнтер IV фон Шварцбург-Рудолщат (1708 – 1790).
Хайнрих III модернизира дворец Бургк на Зале, ловната и лятна резиденция.
Хайнрих III Ройс-Унтерграйц умира неженен и бездетен на 67 години на 17 март 1768 г. в Грайц и е погребан там.
Унтерграйц отива към Оберграйц. Наследен е от Хайнрих XI Ройс-Грайц и двете господства Оберграйц и Унтерграйц са обединени като графство.

## Галерия
- Долният дворец в Грайц (отзад Горният дворец), 2009
- Долният дворец с градската църква Св. Мариен
- Надпис: ARCEM MDCCCII. INCENDIO DIRUTAM RESTITUIT PRINCEPS HENRICUS XIII. SEN RUTH
- Дворецът Бургк (днес част от Шлайц)